# انتشارات قاین ورک
انتشارات قاین ورک توسط یک انتشارات تخصصی آلمانی برای نشر کتاب، کتاب الکترونیک و کلاس‌های ویدئویی در زمینه فناوری اطلاعات، خلاقیت و مارکتینگ در شهر بن پایه‌گذاری شد. این انتشارات تا ژانویه سال ۲۰۱۵ گالیلئو پرس نام داشت.
این انتشارات در سال ۱۹۹۹ توسط تعدادی از کارمندان انتشارات ادیسون-وسلی در بن پایه‌گذاری شد.
کتاب‌های این مؤسسه در زمینه‌های زیر انتشار می‌یابد:
- عکاسی
- گرافیک و طراحی
- توسعه وب
- بازاریابی آنلاین
- برنامه‌نویسی
- شبکه و سیستم عامل
- ساخت و ایجاد
- SAP
- آموزش تصویری

در ژانویه سال ۲۰۱۵ مجلهٔ گالیلئو در انتشارات قاین ورک شروع به کار کرد.

## پیوندها
- وب سایت رسمی